# Catalina Cruz (política)
Catalina Cruz (nacida Catalina Rosales Bermúdez, Medellín, 1983) es una abogada, política y activista de derechos humanos colombo-estadounidense. Reside en el condado de Queens, en la ciudad de Nueva York. Integrante del Partido Demócrata. 
Llegó como migrante indocumentada en 1992. Beneficiaria de la ley Dream, que otorgó la ciudadanía estadounidense a estudiantes indocumentados que hubiesen llegado a Estados Unidos siendo menores de edad. En 2005, Cruz se graduó con honores en Psicología forense, en el John Jay College of Criminal Justice. En 2009, recibió el Doctorado en Jurisprudencia de la Escuela de Derecho de la Universidad de la Ciudad de Nueva York. Ha trabajado como defensora de los derechos de los inmigrantes, incluso como directora del Grupo sobre Fuerza de Trabajo Explotada, en 2016.
Candidata demócrata en las elecciones de otoño de 2018 para el distrito 39 de la Asamblea Estatal de Nueva York, fue elegida el 6 de noviembre de 2018 en representación de los barrios de Corona, Elmhurst y Jackson Heights, Queens.